# Аутофагосома
Аутофагосома представляет собой сферическую структуру с двухслойными мембранами. Это ключевая структура макроаутофагии, системы внутриклеточной деградации цитоплазматического содержимого (например, аномальных внутриклеточных белков, избыточных или поврежденных органелл, вторжения микроорганизмов). После образования аутофагосомы доставляют цитоплазматические компоненты к лизосомам. Наружная мембрана аутофагосомы сливается с лизосомой, образуя аутолизосому. Гидролазы лизосом разрушают содержимое аутофагосомы и ее внутреннюю мембрану.
Образование аутофагосом регулируется генами, хорошо сохранились от дрожжей до высших эукариот. Номенклатура этих генов менялась от статьи к статье, но в последние годы она упростилась. Семейства генов, ранее известные как APG, AUT, CVT, GSA, PAZ и PDD, теперь объединены в семейство ATG (связанное с AuTophaGy).
Размер аутофагосом у млекопитающих и дрожжей различается. Дрожжевые аутофагосомы составляют около 500-900 нм, тогда как аутофагосомы млекопитающих крупнее (500-1500 нм). В некоторых примерах клеток, таких как эмбриональные стволовые клетки, эмбриональные фибробласты и гепатоциты, аутофагосомы видны при световой микроскопии и могут быть видны как кольцеобразные структуры.

## Формирование аутофагосом
Начальный этап аутофагосомного образования омегасомы на эндоплазматическом ретикулуме с последующим удлинением структур, называемых фагофорами. 
Образование аутофагосом контролируется генами Atg через комплексы Atg12-Atg5 и LC3. Конъюгат Atg12-Atg5 также взаимодействует с Atg16 с образованием более крупных комплексов. Модификация Atg5 с помощью Atg12 необходима для удлинения исходной мембраны.
После образования сферической структуры комплекс ATG12-ATG5:ATG16L1 диссоциирует от аутофагосомы. LC3 расщепляется протеазой ATG4 с образованием цитозольного LC3. Расщепление LC3 необходимо для терминального слияния аутофагосомы с мембраной-мишенью. LC3 обычно используется в качестве маркера аутофагосом в иммуноцитохимии, поскольку он является неотъемлемой частью везикулы и остается ассоциированным до последнего момента перед ее слиянием. Сначала аутофагосомы сливаются с эндосомами или везикулами эндосомного происхождения. Эти структуры называются амфизомами или промежуточными аутофагическими вакуолями. Тем не менее, эти структуры содержат эндоцитарные маркеры даже небольших лизосомальных белков, таких как катепсин D.
Процесс аналогичен у дрожжей, однако названия генов различаются. Например, LC3 у млекопитающих представляет собой Atg8 у дрожжей, а аутофагосомы образуются из преаутофагосомной структуры (PAS), которая отличается от структур-предшественников в клетках млекопитающих. Преаутофагосомная структура у дрожжей описывается как комплекс, локализованный вблизи вакуоли. Однако значение этой локализации неизвестно. Зрелые дрожжевые аутофагосомы сливаются непосредственно с вакуолями или лизосомами и не образуют амфизом, как у млекопитающих.
В созревании дрожжевой аутофагосомы также участвуют другие известные гены, такие как Atg1, Atg13 и Atg17. Atg1 представляет собой киназу, активность которой повышается при индукции аутофагии. Atg13 регулирует Atg1, и вместе они образуют комплекс, называемый Atg13:Atg1, который получает сигналы от мастера восприятия питательных веществ — Tor. Atg1 также важен на поздних стадиях формирования аутофагосом.

### Функция в нейронах
В нейронах аутофагосомы генерируются на кончиках нейритов и созревают (закисляются) по мере продвижения к телу клетки вдоль аксона. Этот аксональный транспорт нарушается, если гентингтин или его взаимодействующий партнер HAP1, которые локализуются совместно с аутофагосомами в нейронах, истощены. 

## Использованная литература
1. ↑  Mizushima, N. (2002). Autophagosome Formation in Mammalian Cells. Cell Structure and Function. 27 (6): 421–429. doi:10.1247/csf.27.421. PMID 12576635.
2. ↑  Klionsky, D.J. (2003). A Unified Nomenclature for Yeast Autophagy-Related Genes (PDF). Developmental Cell. 5 (4): 539–545. doi:10.1016/s1534-5807(03)00296-x. PMID 14536056. Архивировано (PDF) 3 сентября 2022. Дата обращения: 3 сентября 2022.
3. ↑  Mizushima, N. (2002). Autophagosome Formation in Mammalian Cells. Cell Structure and Function. 27 (6): 421–429. doi:10.1247/csf.27.421. PMID 12576635.Mizushima, N.; Ohsumi Y.; Yoshomori T. (2002). "Autophagosome Formation in Mammalian Cells". Cell Structure and Function. 27 (6): 421–429. doi:10.1247/csf.27.421. PMID 12576635.
4. ↑  Myosins, Actin and Autophagy. Traffic. 17 (8): 878–90. 2016. doi:10.1111/tra.12410. PMID 27146966.
5. ↑  Cell Signaling Technology. Autophagy Signaling. Дата обращения: 11 февраля 2014. Архивировано 22 февраля 2014 года.
6. ↑  Liou, W. (1997). The Autophagic and Endocytic Pathways Converge at the Nascent Autoplasmatic Vacuoles. J Cell Biol. 136 (1): 61–70. doi:10.1083/jcb.136.1.61. PMID 9008703.
7. ↑  Reggiori, F. (2013). Autophagic process in Yeast: Mechanisms, Machinery and Regulation. Genetics. 194 (2): 341–361. doi:10.1534/genetics.112.149013. PMID 23733851.
8. ↑  Reggiori, F. (2013). Autophagic process in Yeast: Mechanisms, Machinery and Regulation. Genetics. 194 (2): 341–361. doi:10.1534/genetics.112.149013. PMID 23733851.Reggiori, F.; Klionsky D.J. (2013). "Autophagic process in Yeast: Mechanisms, Machinery and Regulation". Genetics. 194 (2): 341–361. doi:10.1534/genetics.112.149013. PMC 3664846. PMID 23733851.
9. ↑  Maday, S (2012). Autophagosomes initiate distally and mature during transport toward the cell soma in primary neurons. The Journal of Cell Biology. 196 (4): 407–17. doi:10.1083/jcb.201106120. PMID 22331844.
10. ↑  Wong, Y. C. (2014). The regulation of autophagosome dynamics by huntingtin and HAP1 is disrupted by expression of mutant huntingtin, leading to defective cargo degradation. Journal of Neuroscience. 34 (4): 1293–305. doi:10.1523/JNEUROSCI.1870-13.2014. PMID 24453320.